# Ruine Obergurzelen
Die Ruine Obergurzelen ist eine abgegangene mittelalterliche Niederungsburg vom Typus einer Turmburg aus dem 14. Jahrhundert und steht in der Schweizer Gemeinde Gurzelen im Kanton Bern.

## Geschichte
Die heutige Gemeinde Gurzelen war im Mittelalter in zwei kleine Herrschaften geteilt, nämlich in Nieder- und Obergurzelen. In beiden Dörfern gab es eine Kirche und einen Adelssitz. Der von 1254 bis 1364 bezeugte «Turm» und der Hof Gurzelen bildeten den Besitz Obergurzelen, während die «Burg» oder das «Gesäss» Niedergurzelen betrafen. Die beiden Herrschaftsgebiete waren mit ihren Eigenkirchen typisch für lokale Herren. Ob der 1230 erwähnte Ritter «Herr de Gurcellun» der dortige Herr war, ist nicht bekannt. Die Freiherren Heinrich und Rudolf von Wiler verkauften ihre Herrschaft Niedergurzelen vor 1259 zu gleichen Teilen an den Herrn von Obergurzelen, den Freiherrn Rudolf I. von Strättligen und den Ritter Jordan von Burgistein. Die beiden Herren übergaben zwischen 1259 und 1263 die zwei Kirchen mit Vogtei und Gütern dem Kloster Interlaken. Das Kloster legte 1272 die Pfarreien aus wirtschaftlichen Gründen zusammen und stufte die Kirche in Obergurzelen zur Kapelle der Kirche in Niedergurzelen herab. Vom Verbleib der Kapelle ist nichts bekannt.
Um 1300 erwarb der Berner Schultheiss Laurenz Münzer die beiden Herrschaften und vereinigte auch die Gerichte. Seine Tochter Anna, Witwe des Berner Bürgers Werner Huter, als Erbin verkaufte die Güter an die Familie ihrer Schwester Geppa, die Herren Burkhard V. und Laurentz von Bennenwil und an Niklaus von Lindnach zu je einem Drittel. Ab 1344 bauten die drei Herren die Burg Bennenwil. Der Besitz kam in der Folge mit mehreren Herrschaftswechseln zu einem Drittel 1523 an Jakob von Wattenwyl, Schultheiss von Bern,  und die zwei Drittel an Gurzeler Bauern, die ihren Teil an 1542 an Reinhard von Wattenwyl, den Herrn von Burgistein. Die Gerichtsbarkeit wurde bis ins 18. Jahrhundert von beiden Eigentümern abwechselnd ausgeübt, bis sie 1783 durch Ratsentscheid dem Schultheiss von Thun übertragen wurde.
Inzwischen waren sowohl die Burg in Obergurzelen als auch die Burg Bennenwil unmodern und unnötig geworden, sie wurden dem Verfall überlassen.

## Lage und Beschreibung

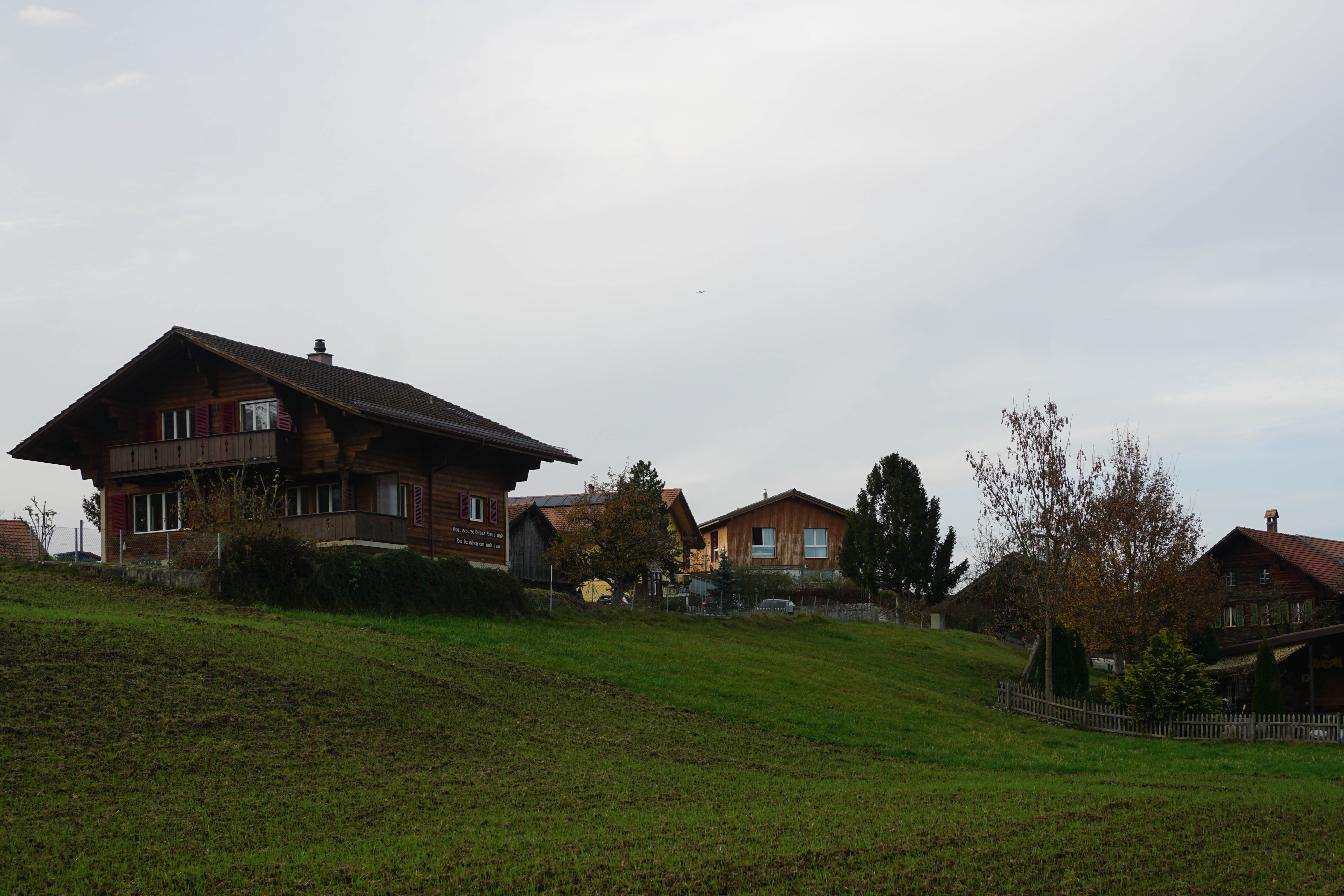
Lage der Ruine Obergurzelen im Ort

Die Burgruine liegt auf dem schmalen Geländesporn des Rütihubels am südwestlichen Dorfrand von Obergurzelen. Das Areal der ehemaligen Burg ist in den vergangenen Jahrhunderten überbaut worden. Die meisten Mauerspuren liegen unsichtbar unter der Humusschicht des Gartens eines Privathauses. Bei einer Notgrabung 2010 anlässlich eines Umbaus des angrenzenden Wohnhauses hat der Archäologische Dienst des Kantons Bern Grundmauern des Turms und angrenzende Mauerreste freigelegt und dokumentiert. Dabei entdeckte man die quadratischen Fundamente eines gemauerten Bauwerks mit den Aussenmassen von 9,25 × 9,25 m und Mauerstärken von 1,7 m, die auf einen Burgturm schliessen lassen.  Die zweischaligen Kieselbollenmauern sind in der im 12. und 13. Jahrhundert üblichen «Rasa-Pietra»-Technik verputzt. Zwei weitere Mauerteile wurden im nahen Umkreis erfasst, die zu einer ehemaligen Umfassungsmauer gehören könnten. Weitere Mauerfunde lassen auf Bauten des 13. Und 14. Jahrhunderts und vermutlich eine Vorburg mit Keller schliessen. Die Fundstellen wurden unzerstört anschliessend an die Untersuchungen wieder mit Erdreich zugedeckt und damit bleibt es «einer künftigen Generation unbenommen grossflächigere archäologische Forschungen zu unternehmen». Nach Einschätzung der Archäologen habe es sich bei der Anlage von Obergurzelen um eine sogenannte «Turmburg» gehandelt, die im Wesentlichen aus einem steinernen Wohnturm mit einer ihn umgebenden Ringmauer bestand. Um den Turm gruppierten sich vermutlich einige Ökonomiegebäude in einer separat befestigten Vorburg.